# Lesley Pearse
Lesley Pearse (24 de fevereiro de 1945)  é uma romancista britânica, com vendas globais de mais de 10 milhões de cópias.   Ela começou a escrever aos 35 anos, mas só publicou aos 48. 
Pearse mora em Devon, Inglaterra. Ela tem três filhas e três netos. 
O seu segundo marido tocou numa banda de rock na década de 1960. 
Em fevereiro de 2024, a sua autobiografia, The Long and Winding Road, será publicada.

## Romances
- Georgia (1993) O Preço dos Sonhos (Edições ASA, 2023)
- Tara (1994) Senhora do Meu Destino (Edições ASA, 2022)
- Charity (1995)
- Ellie (1996) Até Sempre, Meu Amor (Ellie #1, Edições ASA, 2019)
- Camellia (1997) Encontro com o Destino (Ellie #2, Edições ASA, 2020)
- Rosie (1998) Uma Mulher em Fuga (Edições ASA, 2017)
- Charlie (1999)
- Never Look Back (2000) Segue o Coração, Não Olhes para Trás (Edições ASA, 2010)
- Trust Me (2001) Confia em Mim (Edições ASA, 2016)
- Father Unknown (2002) Procuro-te (Edições ASA, 2009)
- Till We Meet Again (2002) Nunca Digas Adeus (Edições ASA, 2012)
- Remember Me (2003) Nunca me Esqueças (2008)
- Secrets (2004) Segredos (2021)
- A Lesser Evil (2005)
- Hope (2006) De Amor e Sangue (Edições ASA, 2015)
- Faith (2007)
- Gypsy (2008) A Melodia do Amor (Edições ASA, 2011)
- Stolen (2010)
- Belle (2011) Sonhos Proibidos (Belle #1; Edições ASA, 2012)
- The Promise (2012) A Promessa (Belle #2; Edições ASA, 2013)
- Forgive Me (2013) Perdoa-me (Edições ASA, 2014)
- Survivor (2014) És o Meu Destino (Belle #3, Edições ASA, 2014)
- Without a Trace (2015)
- Dead to Me (2016) Duas Mulheres, Dois Destinos (Edições ASA, 2017)
- The Woman in the Wood (2017) O Dia Em Que Te Perdi (Edições ASA, 2018)
- The House Across the Street (2018) Em Nome do Amor (Edições ASA, 2019)
- You'll Never See Me Again (2019) Adeus para sempre (Edições ASA, Abril 2024)
- Liar (2020)
- Suspects (2021)
- Betrayal (2023)